# Casa al carrer Major, 12 (Bàscara)
La Casa al carrer Major, 12 és una obra amb elements eclèctics de Bàscara (Alt Empordà) inclosa a l'Inventari del Patrimoni Arquitectònic de Catalunya. Situada dins del nucli antic de la població de Bàscara, formant cantonada entre el carrer Major i la travessera de l'Església.

## Descripció

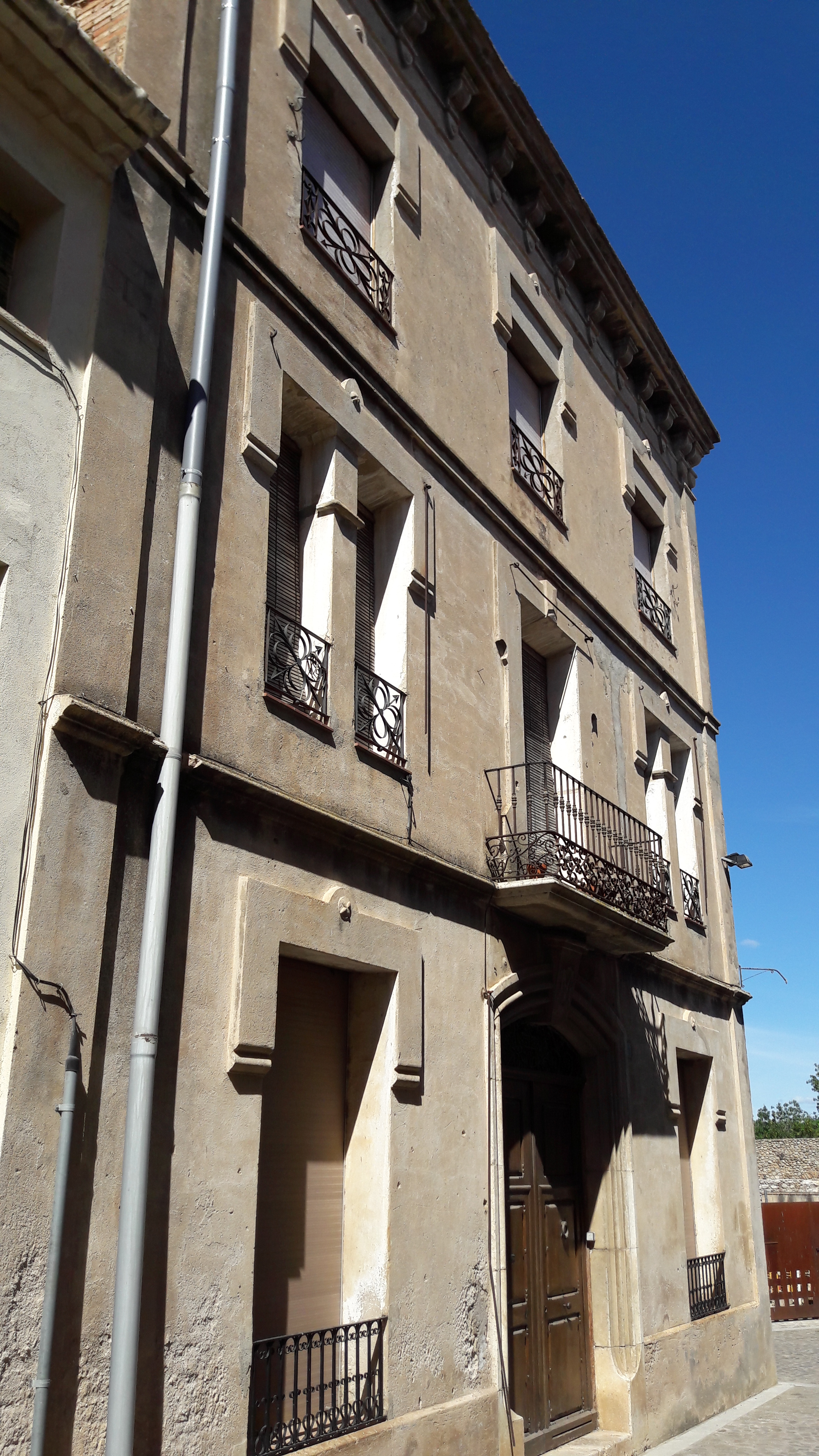
Detall de la façana principal

Edifici cantoner de planta rectangular, amb la coberta plana i distribuït en planta baixa i dos pisos. Presenta les obertures rectangulars, amb emmarcament arrebossat i guardapols superior, decorat amb un motiu ornamental central. A la façana principal destaca el portal d'accés, d'arc rebaixat adovellat i motllurat amb la clau destacada amb les inicials MS. La porta presenta una reixa de ferro datada amb l'any 1895, a la part superior. Als costats hi ha dues finestres balconeres amb una petita barana de ferro. Al pis hi ha un balcó central amb barana de ferro i, a banda i banda, dues estretes finestres unides pel guardapols. A la segona planta hi ha tres finestres, també amb barana de ferro decorada. La façana lateral presenta menys obertures,i més simples, que la principal. Ambdós paraments presenten el mateix tipus de coronament. Es tracta d'una cornisa sostinguda per mènsules motllurades, damunt la que s'assenta la barana d'obra que delimita el terrat de l'edifici.
La construcció està arrebossada i pintada, amb dues motllures que recorren la divisòria entre les diferents plantes.